# Pracht-Primel
Die Pracht-Primel (Primula spectabilis) ist eine Pflanzenart, die zur Gattung der Primeln (Primula) und zur Familie der Primelgewächse (Primulaceae) gehört.

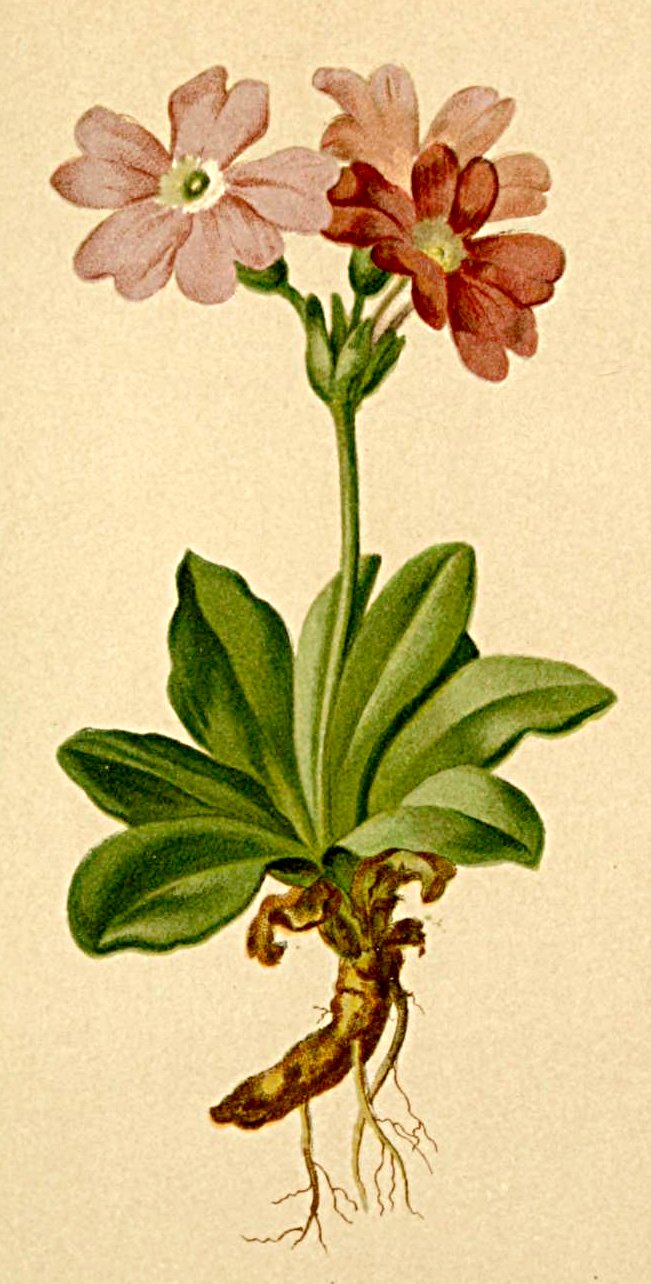
Pracht-Primel (Primula spectabilis),
Illustration in Anton Hartinger, Atlas der Alpenflora (1882)

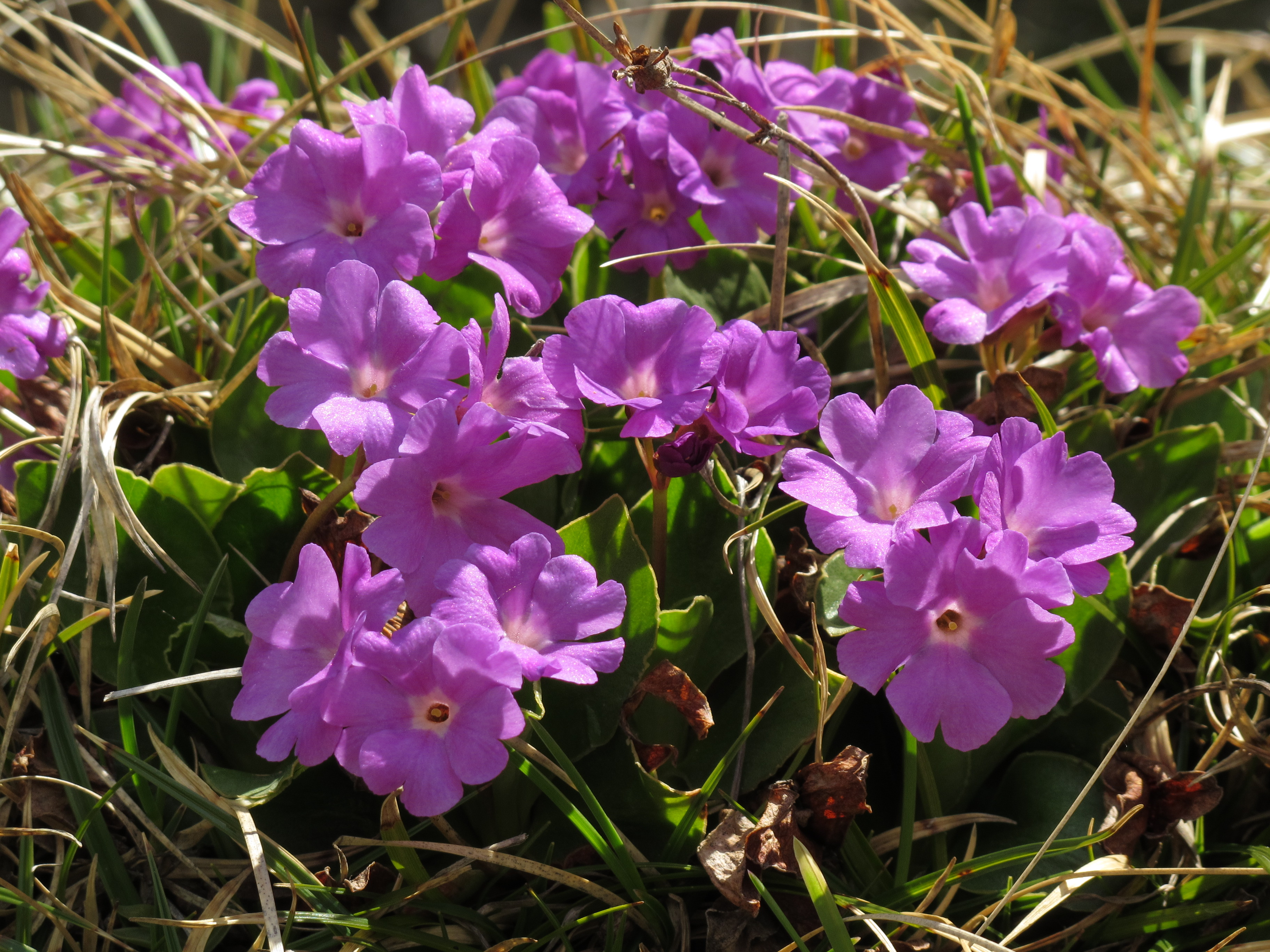
Pracht-Primel (Primula spectabilis)

## Beschreibung
Die mehrjährige krautige Pflanze erreicht Wuchshöhen bis zu 20 Zentimeter. Sie sieht kahl aus; Blätter und Kelch sind aber mit sehr kleinen, farblosen Drüsenhaaren bedeckt, die nur 0,05 Millimeter lang sind. Die grundständigen Laubblätter sind jung gegen die Oberseite eingerollt, dicklich, glänzend, lanzettlich bis eiförmig, ganzrandig und weisen einen weißen Knorpelrand auf. Sie sind 3 bis 9 Zentimeter lang und 1 bis 3,5 Zentimeter breit und ganzrandig.
An doldigen Blütenständen befinden sich in zwei bis sieben Blüten an 5 bis 15 Millimeter langen Stielen. Der Stiel des Blütenstands ist 2 bis 16 Zentimeter lang. Die Tragblätter sind linealisch, mehr oder weniger trockenhäutig und meist kürzer als die Blütenstiele. Die Blütenstiele sind 4 bis 15 Millimeter lang. Die zwittrigen, radiärsymmetrischen Blüten weisen einen Durchmesser von 20 bis 30 Millimeter auf. Der röhrig-trichterförmige, rötlich überlaufene Kelch besitzt abstehende Kelchzipfel und ist kürzer als die Kronröhre. Die Krone ist rosa- bis violettrot, besitzt einen weißen Schlund und ausgerandete, flach ausgebreitete Kronlappen. Die Kronröhre ist 10 bis 16 Millimeter lang und außen heller gefärbt als der Kronsaum. Die Lappen des Kronsaums sind bis auf ein Drittel oder Viertel ausgerandet. Die Fruchtkapsel ist 6 Millimeter lang und halb so lang als der Kelch. Die Samen sind schmal geflügelt und fast glatt.
Die Blütezeit reicht von Mai bis Juli.

## Vorkommen
Diese Art ist ein Endemit der Südalpen, wo sie in der Brenta-Gruppe, in Judikarien und den Vicentiner Alpen vorkommt. Sie kommt montan bis submontan in Höhenlagen von 620 bis 2500 Meter ausschließlich auf kalkhaltigem Untergrund in steinigen Rasen und auf Felsen vor.

## Taxonomie
Die Pracht-Primel wurde 1814 von Leopold Trattinnick in Ausgem. Taf. Arch. Gewächsk., coloured ed., 4: 34. 1814 erstbeschrieben. Synonyme sind Primula parlatorei Caruel und Primula polliniana Moretti.